# Menáhem ben Áron ibn Zeráh
Menáhem ben Áron ibn Zeráh (héberül: מנחם בן אהרן בן זרח), (Navarra, 1312 körül – Toledo, 1385 júliusa) középkori navarrai zsidó hittudós.
Cédah La-derech ('Útravaló') címmel enciklopédiát írt, amelyben támadta a szerinte veszélyes filozófiát – egyben bizonyította a Tóra észszerűségét. Ez a vallási törvények, dogmák kompendiuma tulajdonképpen azoknak a számára készült, akiknek nincs módjuk részletesebben önállóan tanulmányozni a végső hitigazságokat. Egyes kérdésekben ingadozik a szerző, és a mű tartalma is bizonyos mértékben zavarosnak mondható: ír a filozófiáról, a halácháról, az etikáról, a minhágim allegorizáló értelmezéséről, és a zsidó hagyomány történetéről is. Elmondható, hogy Ibn Zeráht érdekelték a teológián kívüli tudományok, de nem mert komolyabb önálló vizsgálatokat folytatni.